# Chemin de fer pionnier d'Aceh
Le chemin de fer pionnier d'Aceh, en indonésien Kereta Api Perintis Cut Meutia, est une ligne dans la province indonésienne d'Aceh qui utilise des rames diesel produites par l'entreprise de construction ferroviaire d'État PT Inka.

## Histoire

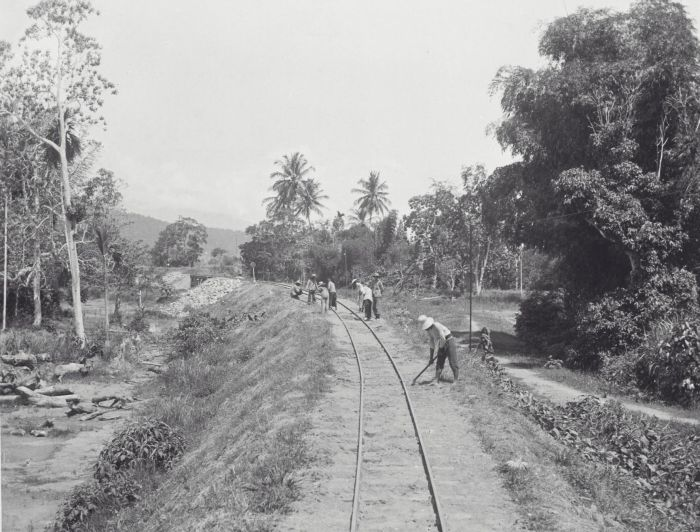
L'ancienne voie ferrée d'Aceh en construction autour de 1900

Son premier voyage d'essai a eu lieu le 1er décembre 2013.

## Caractéristiques
Il est constitué d'une ligne d'une longueur de 11,3 km. Sa particularité est d'avoir une "voie normale" de 1 435 mm et non une "voie sud-africaine" de 1 067 mm comme le reste du réseau indonésien. Il comprend 3 gares :
- Krueng Geukeuh,
- Bungkaih,
- Krueng Mane.